# Sardijnse lire
De Sardijnse lire was tot 1861 de munteenheid van het Koninkrijk Sardinië. Eén Sardijnse lire kwam aanvankelijk overeen met 20 soldi (enkelvoud: soldo), die elk overeenkwamen met 12 denari (enkelvoud: denaro). In 1816 werd de Sardijnse lira gekoppeld aan de Franse frank en overgeschakeld naar een decimaal systeem, deze was nu gelijk aan 100 centesimi (enkelvoud: centesimo).
Met de fusie van het Koninkrijk Sardinië in het Koninkrijk Italië in 1861 werd het uiteindelijk vervangen door de Italiaanse lire.